# Sphenorhina tucurricae
Sphenorhina tucurricae är en insektsart som beskrevs av Victor Lallemand 1924. Sphenorhina tucurricae ingår i släktet Sphenorhina och familjen spottstritar. Inga underarter finns listade i Catalogue of Life.